# Aviator Glacier
Aviator Glacier är en glaciär i Antarktis. Den ligger i Östantarktis. Nya Zeeland gör anspråk på området. Aviator Glacier ligger 33 meter över havet.
Terrängen runt Aviator Glacier är bergig åt sydost, men åt nordväst är den platt. Trakten är obefolkad. Det finns inga samhällen i närheten.